# Sylvester Stallone
Sylvester Stallone (* 6. července 1946 New York City) je americký herec, scenárista a režisér s italskými kořeny, proslavil se především rolemi boxera Rockyho Balboa a veterána z Vietnamu Johna Ramba. Často bývá uváděn pod přezdívkou Sly. Vystudoval American College ve Švýcarsku a pokračoval na univerzitu v Miami. Ve filmu se poprvé objevil v erotickém snímku The Party at Kitty and Stud’s, první významnější hereckou příležitostí po nezávislých snímcích No Place to Hide a The Lord’s of Flatbush a řadě komparzních rolí (např. ve snímcích M*A*S*H (1970), Banáni (1971), Klute (1971) či Zajatec 2. avenue (1975)) byla vedlejší role svérázného závodníka v béčkovém filmu s Davidem Carradinem v hlavní roli Cesta gladiátorů 2000 z roku 1975. Zvrat přišel v následujícím roce, kdy nabídl producentům vlastní scénář o zápase boxerského (a životního) outsidera proti mistru světa v těžké váze (inspirovaný skutečným zápasem mezi Muhammadem Ali a Chuckem Wepnerem). Stallonovi bylo za scénář nabídnuto 350 000 dolarů. Dle studia byl ideálním kandidátem na obsazení hlavní role např. herec Burt Reynolds. Stallone však nabídku odmítl s tím, že chce sám hrát hlavní roli. Nakonec si prosadil svou. Film s náklady pouhého jednoho milionu dolarů se stal celosvětovým hitem, utržil 225 mil. dolarů a získal deset nominací na Oskara (včetně dvou pro Stallona za scénář a hlavní mužskou roli), z nichž tři vyhrál (nejlepší film, režie a střih).
Do češtiny Stallona nejčastěji dabují Pavel Rímský a Pavel Soukup.

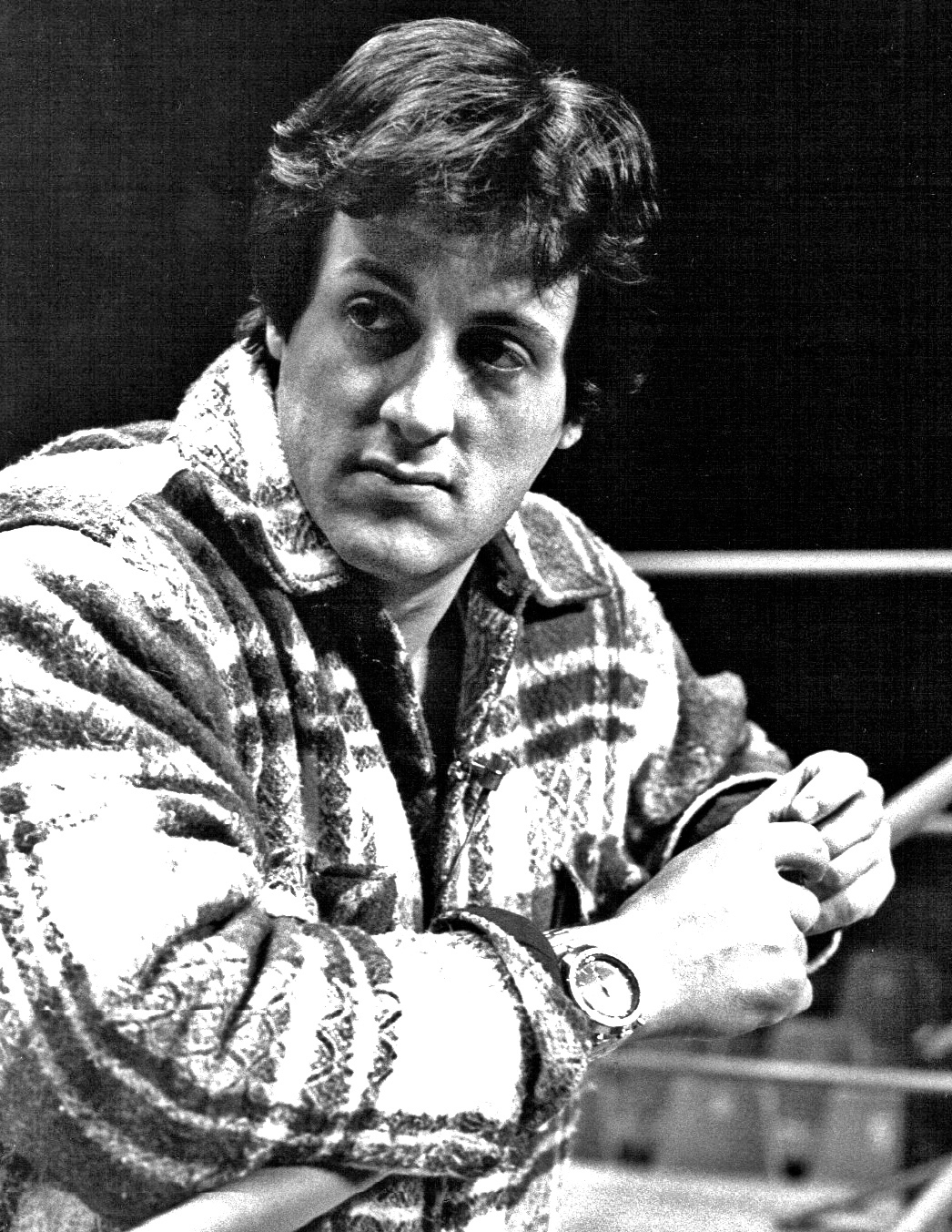
Stallone na zápase Ken Norton versus Duane Bobick v roce 1977

## Mládí
Michael Sylvester Gardenzio Stallone se narodil 6. července 1946 v části New Yorku zvané Manhattan a vyrůstal společně se svým mladším bratrem Frankem. Jeho otec Francesco pocházel z Itálie a živil se jako kadeřník, matka Jackie byla Američanka a snažila se uživit jako astroložka nebo pořadatelka ženských zápasů. Rodina žila spíše v bídě a převládaly v ní dlouhé rodičovské hádky. Sylvester se narodil s částečně ochrnutým obličejem, což mu komplikovalo postavení mezi spolužáky. Byl to malý hubený výtržník a pouliční zloděj s poruchou pozornosti, takže není divu, že během dvanácti let vystřídal třináct škol. V 16 letech se přestěhoval do Philadelphie, začal se zajímat o box a hrát v několika studentských představeních. Zanedlouho dosáhl na stipendium udělované sportovním talentům. Studoval na American College ve Švýcarsku a se studiem dramatu nadále pokračoval i na univerzitě v Miami.

## Filmografie

### Herecká filmografie
- 1970 Párty u Kitty a hřebců (po úspěchu filmu Rocky přejmenováno na Italský hřebec)
- 1970 Není úkrytu
- 1970 Milenci a další cizinci (komparz)
- 1971 Klute (komparz)
- 1971 Banáni (komparz)
- 1974 Páni Flatbushe
- 1975 Zajatec 2. avenue (komparz)
- 1975 Capone
- 1975 Cesta gladiátorů 2000
- 1975 Sbohem buď, lásko má
- 1975 Kriminální oddělení (TV seriál – epizodní role)
- 1975 Kojak (TV seriál – 2× epizodní role)
- 1976 Rocky
- 1976 Cannonball
- 1978 P.Ě.S.T.
- 1978 Cesta k ráji
- 1979 Rocky II
- 1981 Vítězství (Nerovný zápas)
- 1981 Noční dravci
- 1982 Rocky III
- 1982 Rambo
- 1983 Stayin Alive (cameo)
- 1984 Kočičí zlato
- 1985 Rocky IV
- 1985 Rambo II
- 1986 Kobra (Cobra)
- 1987 Do útoku
- 1988 Rambo III
- 1989 Tango a Cash
- 1989 Kriminál
- 1990 Rocky V
- 1991 Oskar
- 1992 Stůj, nebo maminka vystřelí!

- 1993 Demolition Man
- 1993 Cliffhanger
- 1994 Specialista
- 1995 Soudce Dredd
- 1995 Nájemní vrazi
- 1996 Denní světlo
- 1997 The Good Life
- 1997 Země policajtů
- 1998 Mravenec Z
- 2000 Sejměte Cartera
- 2001 Formule!
- 2002 Ve jménu Angela
- 2002 My Little Hollywood (cameo)
- 2002 D-Tox

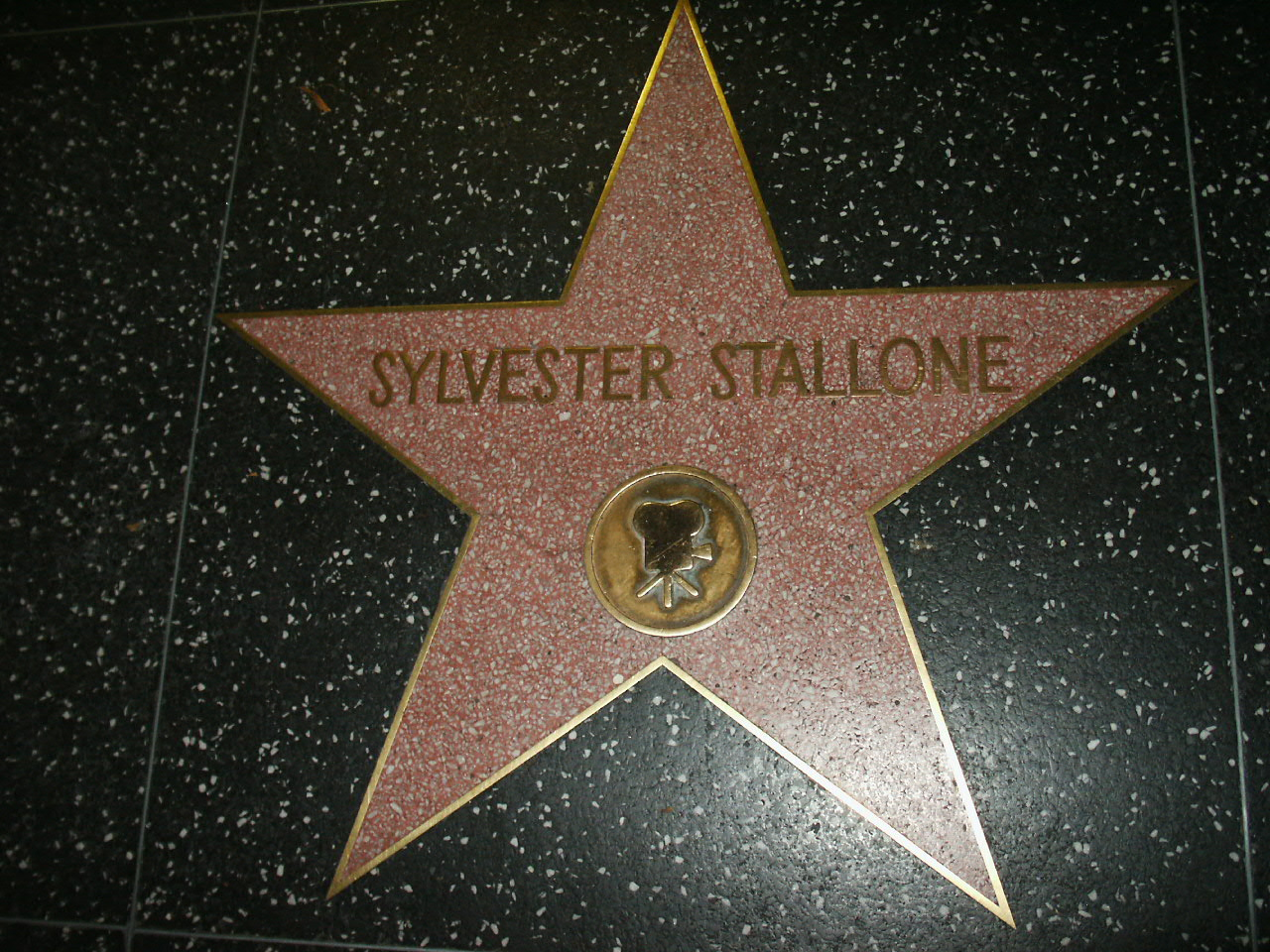
Stallonova hvězda na chodníku slávy v Hollywoodu

- 2002 Liberty's Kids: Est. 1776 (TV seriál)
- 2003 Taxi 3 (cameo)
- 2003 Spy Kids 3-D: Game Over
- 2003 Hráči
- 2003 Las Vegas: Kasino (TV seriál – cameo)
- 2006 Rocky Balboa
- 2008 Rambo: Do pekla a zpět
- 2009 Neuvěřitelná láska (Kambakkht Ishq)
- 2010 Expendables: Postradatelní
- 2011 Ošetřovatel
- 2012 Expendables: Postradatelní 2
- 2013 Jedna mezi oči
- 2013 Plán útěku
- 2013 Zpátky do ringu
- 2014 Na dosah (Reach Me)
- 2014 Expendables: Postradatelní 3
- 2015 Creed
- 2016 Ratchet a Clank: Strážci galaxie
- 2017 Strážci Galaxie Vol. 2
- 2018 Creed II
- 2018 Plán útěku 2
- 2019 Rambo 5: Poslední krev
- 2019 Plán útěku 3
- 2021 Sebevražedný oddíl
- 2022 Samaritán
- 2022 Tulsa King (Král Tulsy) (TV seriál)
- 2023 Expend4bles: Postr4datelní
- 2023 Guardians of the Galaxy Vol. 3
- 2024 Armor
- 2025 Alarum

### Scenáristická filmografie
- 1974 Páni Flatbushe (některé dialogy)
- 1976 Rocky
- 1978 F.I.S.T
- 1978 Cesta k ráji
- 1979 Rocky II
- 1982 Rocky III
- 1982 Rambo: První krev
- 1983 Staying Alive (sequel k Horečce sobotní noci)
- 1984 Kočičí zlato
- 1985 Rambo II: První krev část II
- 1985 Rocky IV
- 1986 Kobra (Cobra)
- 1987 Do útoku!
- 1988 Rambo III
- 1990 Rocky V
- 1993 Cliffhanger
- 2001 Formule!
- 2002 Father Lefty (TV film)
- 2006 Rocky Balboa
- 2008 Rambo IV: Do pekla a zpět
- 2010 Postradatelní
- 2012 Postradatelní 2
- 2013 Nevyřízený účet
- 2014 Postradatelní 3
- 2018 Rocky: Nová výzva
- 2019 Rambo V: Poslední krev

### Režijní filmografie
- 1979 Rocky II
- 1981 Noční dravci
- 1982 Rocky III
- 1983 Staying Alive
- 1985 Rocky IV
- 2006 Rocky Balboa
- 2008 Rambo IV: Do pekla a zpět
- 2010 Postradatelní
- 2019 Rambo V: Poslední krev
- 2022 Tough as They Come